# Poa parviceps
Poa parviceps là một loài cỏ trong họ hòa thảo, thuộc chi poa.